# Man (Burkina Faso)
Pour les articles homonymes, voir Man.
Man est une commune située dans le département de Koumbia de la province de Tuy dans la région des Hauts-Bassins au Burkina Faso.

## Géographie
La commune se trouve à 15 km à l'est de Gombélédougou.

## Éducation et santé
Le centre de soins le plus proche de Man est le centre de santé et de promotion sociale (CSPS) de Gombélédougou.